# Petrus de Thimo
Petrus de Thimo, de gelatiniseerde naam van Peter van der Heyden (Gierle, 1393 – Brussel, 26 februari 1474), was een Brabants kroniekschrijver en een jurist in dienst van de stad Brussel. 

## Leven
Na een artesopleiding studeerde De Thimo rechten aan de Universiteit van Keulen (ingeschreven in 1416). In 1423 werd hij pensionaris van de stad Brussel, een post die hij tot 1465 zou bekleden en die hem tot getuige maakte van de belangrijkste politieke gebeurtenissen van zijn tijd. In 1434 nam de magistraat hem aan als woordvoerder. Hij bewam een viertal kapelanijen en werd in 1454 kanunnik van de Sint-Goedelekerk, om het tien jaar later tot schatbewaarder van het kapittel te brengen. Hertog Filips de Goede schonk hem twee prebenden (1452 en 1455).
De Thimo maakte in 1473 zijn testament op in de gruencamere van het Gheesthuys, een pand bij Sint-Goedele dat naast zijn eigen woning lag. Hij stierf enkele maanden later en liet twee kinderen na: Petrus, die deken van Anderlecht werd, en Catharina, die huwde met Hendrik van der Male en een zoon Jan kreeg die zelf kroniekschrijver werd (Johannes de Thimo). 

## Werk
Petrus De Thimo was de auteur van een Latijnse geschiedenis van Brabant die de jaren 330-1429 bestrijkt. Hij schreef deze tweedelige Brabantiae historia diplomatica nadat hij opgevolgd was als pensionaris. In het eerste, grotendeels gefingeerde deel behandelt hij de geschiedenis van Constantijn de Grote tot ongeveer 1106. Het tweede, meer historische deel begint met een genealogie van de Karolingers en loopt tot 1429. Heel waardevol zijn de teksten van privileges, statuten en oorkonden die in de kroniek zijn opgenomen (over de collegiale Sinte-Goedele, de stad Brussel en het hertogdom Brabant).
Daarnaast was De Thimo opdrachtgever voor een bekendere kroniek, de voortzetting van Jan van Boendales Brabantsche Yeesten (boeken 6-7). De schrijver van deze voortzetting, vermoedelijk Wein van Cotthem, putte uit De Thimo's Brabantiae historia diplomatica maar ook uit diens persoonlijke ervaringen.
In dezelfde periode schreef De Thimo een overzicht van de Brusselse kapellen (Liber capellaniarum) en een oude geschiedenis die niet is overgeleverd (De origine Trevirensium et Tungrorum).
Het werk Tractatulus de laude terre Brabancie is ook wel aan hem toegeschreven, maar die hypothese is nog in de 19e eeuw weerlegd. De auteur wordt nu geïdentificeerd als Walter Bosch.